# 파라 에이브러햄
파라 에이브러햄(Farrah Abraham, 1991년 5월 31일 ~ )은 미국의 방송인, 사회자이다.